# إيتريكسيود
بالنرويجية القديمة (Ítreksjóð) في الأساطير الإسكندنافية، إله، وابن أودين، وقد ذُكر في المقطع 75 من قصيدة سكالدسكابامال، إحدى قصائد إيدا النثرية، حيث تم اعتباره أحد أعضاء الإيسر، المجمع الإسكندنافي الإلهي.